# 14 Dywizjon Artylerii Przeciwpancernej

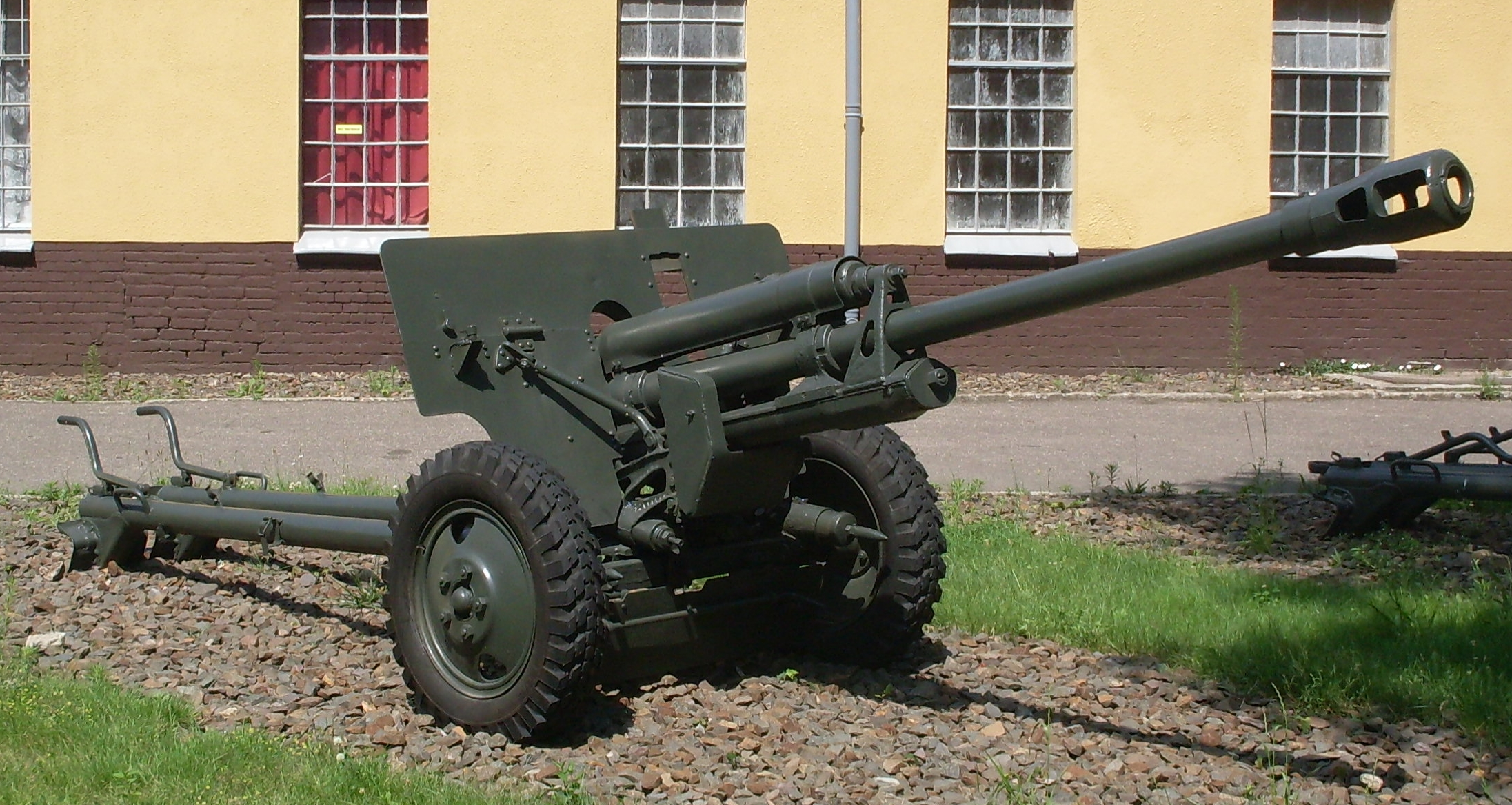
76 mm armata wz. 1942 (ZiS-3)

14 samodzielny dywizjon artylerii przeciwpancernej (14 sdappanc) – pododdział artylerii przeciwpancernej ludowego Wojska Polskiego.

## Formowanie i zmiany organizacyjne
Wchodził w skład 11 Dywizji Piechoty. Stacjonował w garnizonie Żary. W grudniu 1945 jednostka przeformowana została na pokojowy etat Nr 2/4 o stanie 171 żołnierzy, a w marcu 1946 na etat Nr 2/53 o stanie 162 wojskowych. W grudniu 1946 pododdział przeformowany został na etat Nr 2/73. Latem 1949 w Bolesławcu na bazie 13 i 14 dappanc sformowany został 92 pułk artylerii przeciwpancernej.

## Dowódcy dywizjonu
mjr Czesław Czubryt-Borkowski

## Struktura organizacyjna
Dowództwo i sztab
- pluton dowodzenia
- trzy baterie armat przeciwpancernych
  - dwa plutony ogniowe po 2 działony

Razem według etatu 2/79 w 1949: 164 żołnierzy i 12 armat 76 mm ZiS-3